# I Элиева когорта даков
I Элиева когорта даков (лат. Cohors I Aelia Dacorum) — вспомогательное подразделение армии Древнего Рима.
Подразделение получило название «Элиева» либо за проявленную доблесть в бою, либо в честь того, что оно было основано императором Адрианом. Оно было основано между 117 годом, когда Адриан вступил на престол, и 125 годом, когда когорта впервые была упомянута в источниках. Когорта была набрана в основном из этнических даков из Мезии и/или недавно завоеванной римской провинции Дакия. По всей видимости, в этой провинции когорта не дислоцировалась и была переброшена сразу в Британию. Подразделение, очевидно, состояло из 800 бойцов. Хотя есть сведения, что до определенного момента (примерно до 127 года) в его состав входило только 480 солдат и оно не имело названия «Элиева». Нет никаких доказательств, что когорте был придан кавалерийский отряд.
Когорта была переведена из Дакии в Британию не позднее 125 года. Непродолжительное время она дислоцировалась в крепости Фанум Коциди и, кажется, принимал участие в строительстве вала Адриана. С 126 до, по крайней мере 276/282 года подразделение находилось в форте Банна. Надпись от 276/282 является последней, где упоминается I Элиева когорта даков. Есть надпись, относящаяся ко второй половине правления Диоклетиана, где рассказывается о реставрации форта Банна препозитом Флавием Мартином. Это означает, что форт некоторое время был в запустении. Была ли там когорта в это время — неизвестно.
Когорта упомянута в Notitia Dignitatum. Согласно этому документу она около 400 года дислоцировалась в Камбогланне, расположенной к востоку от Банны. Подразделение присутствовало в Британии до окончательного вывода римских войск с острова в 410 года. К этому времени, вероятно, в состав когорты входило всего лишь 300 бойцов.
Ввиду своего размера и долгосрочного базирования на севере британской границы, когорта почти наверняка участвовала во всех крупных кампаниях в этом неспокойном регионе:
- в 139—142 годах в походе Квинта Лоллия Урбика в Каледонию, окончившимся строительством вала Антонина.
- в 154—158 годах в подавлении восстания бригантов[5].
- в 181—185 годах в отражении нападения каледонских племен на вал Адриана[6].
- в 196—197 годах в гражданской войне между наместником Британии Клодием Альбином и Септимием Севером[7].
- в 208—211 годах в походе Септимия Севера в Каледонию.